# Asmate discriminaria
Asmate discriminaria là một loài bướm đêm trong họ Geometridae.